# عثمان بن زائدة
أَبُو محمد، عثمان بْن زائدة الكوفيُّ المقرئ محدث من الأئمة الثقات. أَصله من الكوفة انْتقل إِلَى الري وَكَانَ من الْعباد المتقشفة وَأهل الْوَرع الدَّقِيق والجهد الشَّديد. قال هشام بن عبيد الرازي: كنا لا نقدّم عَلَيْهِ أحدًا فِي الورع.

## روايته للحديث النبوي
- سكن الريّ مدّة، وَحَدَّثَ بِهَا عَنْ: نافع، وعن الزبير بن عدي، وعطاء بن السائب.
- وَعَنْهُ: إِسْحَاقُ بْنُ سُلَيْمَانَ، وَحَكَّامُ بْنُ سَلْمٍ، وعيسى بن جعفر الرازيون، وأبو الوليد الطيالسي، وعدة.[3]

## الجرح والتعديل
ثناء العلماء عليه:
- أبو حاتم الرازي: من أفاضل المسلمين.
- أحمد بن صالح الجيلي: ثقة.
- ابن حجر العسقلاني: ثقة عابد زاهد.